# Gâteau patate

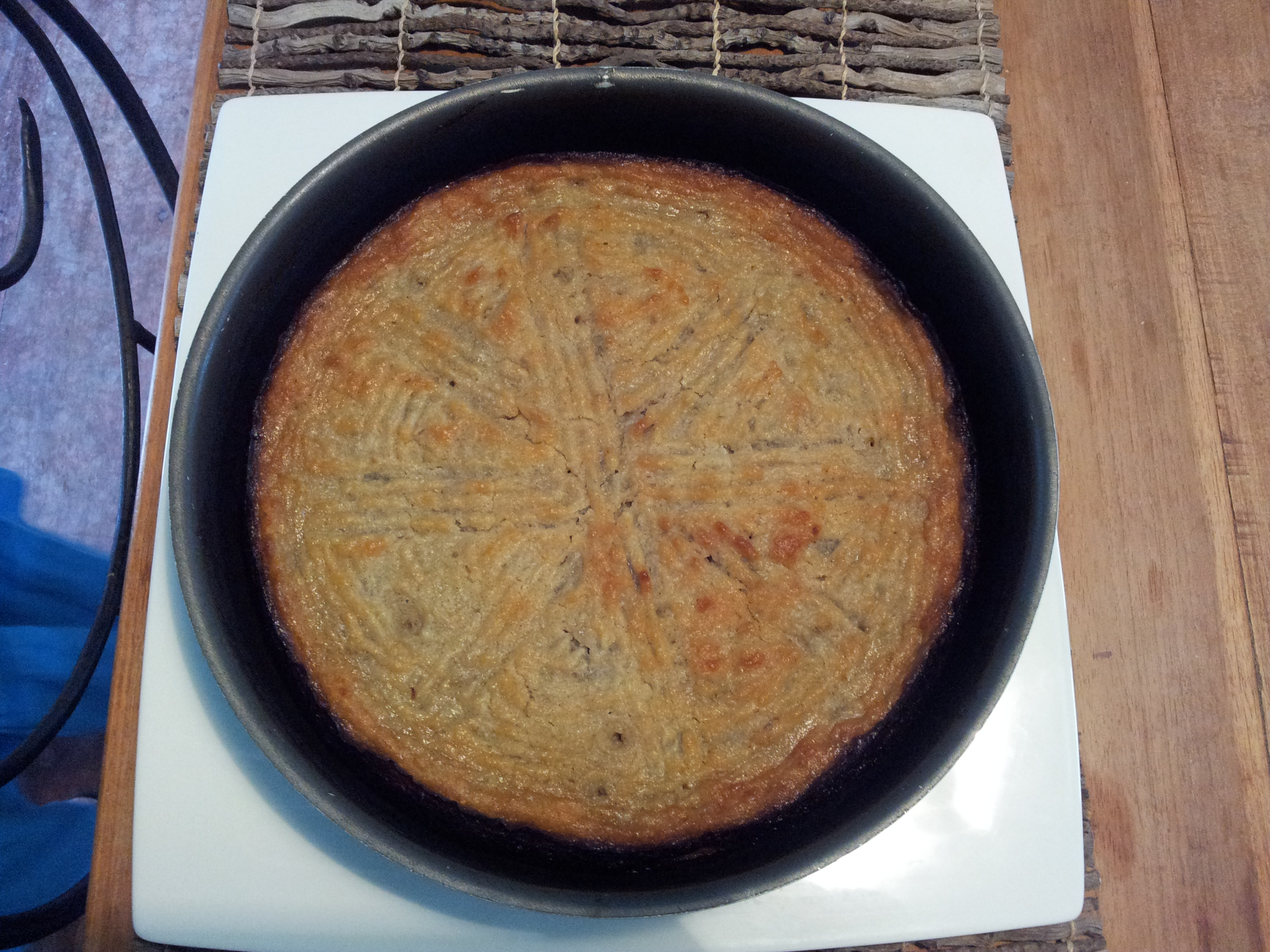
Gâteau patate.

Le gâteau patate est un gâteau à base de patates douces que l'on consomme à l'île de La Réunion, à l'île Maurice mais aussi aux Antilles françaises.
Les ingrédients de base nécessaires à sa préparation sont : des patates douces, du beurre, des  œufs, de la vanille et parfois, du rhum,,.
Il peut être consommé en dessert, comme goûter ou coupe-faim.